# Dariusz Kowaluk
Dariusz Kowaluk (16 april 1996) is een atleet uit Polen, die zich heeft gespecialiseerd in de 400 m. 

## Loopbaan
Kowaluk nam deel aan de Olympische Zomerspelen 2020 op de estafette-onderdelen. Op de gemengde estafette liep Kowaluk in de series en zijn ploeggenoten wonnen de finale, waardoor Kowaluk ook een gouden medaille ontving. Op de 4 × 400 m estafette voor mannen eindigde Kowaluk als vijfde samen met zijn ploeggenoten.

## Titels
- Olympisch kampioene 4 × 400 m gemengd - 2020

## Persoonlijke records
Outdoor
| Onderdeel | Prestatie          | Datum            | Plaats   |
| --------- | ------------------ | ---------------- | -------- |
| 100 m     | 10,50 s (+1,4 m/s) | 3 september 2021 | Góra     |
| 200 m     | 20,95 s (+0,8 m/s) | 15 augustus 2018 | Szczecin |
| 400 m     | 45,44 s            | 15 augustus 2021 | Szczecin |

Indoor
| Onderdeel | Prestatie | Datum            | Plaats |
| --------- | --------- | ---------------- | ------ |
| 400 m     | 49,95 s   | 17 februari 2018 | Toruń  |

## Palmares

### 400 m
- 2018: 5e series EK - 46,18

### 4 x 400 m
- 2017: DNF Series Universiade
- 2018: 4e series EK - 3.02,75
- 2019  Universiade - 3.03,35
- 2019: 7e B finale World Athletics Relays - 3.05,91
- 2021: Series World Athletics Relays - 3.05,04
- 2021: 5e OS - 2.58,46

### 4 x 400 m gemengd
- 2019: 4e WK indoor - 3.08,40
- 2021:  OS - 3.09,87 (AR)[1]

- World Athletics: 14585210